# Ферганская область
Ферга́нская о́бласть (вилоя́т; узб. Farg‘ona viloyati / Фарғона вилояти) — административная единица Узбекистана, состоящая из 15 административных районов. Крупные города данной области: Фергана, Коканд, Маргилан, Кува, Кувасай, Риштан.

## История

### Кокандское ханство
В 1709 году в западной части Ферганской долины Шейбанид Шахрух II из узбекского племени минглар основал ханство, названное по столице Кокандским.
Его потомки Абд аль-Карим, Ирдана-бий и Нарбута-бий расширили территорию Кокандского владения. Больших успехов в конце XVIII—начале XIX веков добился сын Нарбута — Алим. Используя таджикских горцев, он завоевал западную половину Ферганской долины, включая Ходжент и Шаш. Стремясь любыми, самыми жестокими средствами утвердить свою власть, Алим-хан перебил своих родственников, заслужив прозвища «залим» (тиран) и «шир-гаран» (лютый тигр). Всё своё царствование Алим-хан провёл в войнах, завоевав Чимкент, Сайрам, Кураму и даже Ташкент. 15 раз ходил на Ура-Тюбе, который ещё со времени Ирдана-бия был яблоком раздора между кокандцами и бухарцами.
В 1809 году воинственный и властолюбивый хан был убит приверженцами своего брата Омара. Покровитель поэтов и учёных, сам в душе поэт, Омар был более склонен к мирной, чем к военной жизни. Он был любим народом и много заботился о внешней пышности своей власти. Но и правление Омара ознаменовалось расширением владений Кокандского ханства.
В 1821 году Омар-хан умер, и на престол вступил его 12-летний сын Мадали-хан (Мухаммед-Али). Он подчинил себе племена северной и южной части ханства. Для обеспечения контроля за этими землями в 1825 году были основаны крепости Пишпек и Токмак. Мадали-хан распространил свою власть на памирские владения Каратегин, Куляб, Дарваз, Рошан и Шугнан, а в Кашгаре поддерживал ходжей против китайцев. Помимо военных успехов, хан прославился своим беспутством, в частности, взяв в жёны свою мачеху. В конце концов, недовольные подданные обратились за помощью к бухарскому эмиру Насрулле. В результате Мадали-хан был убит, а Кокандское ханство фактически обращено в бухарскую провинцию в 1842 году. Новым ханом стал двоюродный брата Омара — Шир-Али.
Вскоре власть перешла в руки Мусульман-кула. С этого времени резко усиливается вражда между кипчаками и оседлыми сартами, которая существовала исстари и раньше нередко приводила к столкновениям.
Неудачное правление Худояр-хана, прославившегося своей алчностью, содействовало усилению кипчакской партии, во главе которой стоял известный борец с русскими Алим-куль. В 1858 году Худояр был свергнут в Коканде и бежал в Бухару. Новым ханом Коканда кипчаки провозгласили старшего брата Худояра — Малля-хана. Но и среди самих кипчаков возникли раздоры, и уже в 1862 году Малля-хан был убит. После этого на престол сначала взошёл племянник Худояра — Ша-Мурад, а потом — Сеид-Султан (1863 год), сын Малля-хана. Худояр воспользовался этими смутами и при содействии бухарского эмира Музаффарэддина водворился было в Коканде, но вскоре был изгнан Алим-кулем и опять бежал в Бухару.
В 1865 году после гибели Алим-куля под Ташкентом бухарский эмир захватил Коканд и посадил править Худояра. Но по возвращении из Коканда обратно бухарский эмир был разбит русскими в Ирджарской битве.
В следующем году русские заняли Ура-Тюбе и Дизах, тем самым отрезав Кокандское ханство от Бухары. Смуты облегчали утверждение русской власти в той части Туркестана, где находилось Кокандское ханство.

### В составе Российской империи
Начиная с 1855 года киргизские и казахские племена, подчинённые ханству, стали переходить в российское подданство, не в силах терпеть произвол и беззаконие кокандских наместников. Впрочем, вооружённые столкновения ханства и российских войск начались ещё раньше.
Отрезанный от Бухары, Худояр-хан в 1868 году был вынужден принять торговый договор, предложенный ему генерал-адъютантом К. П. фон-Кауфманом, командующим войсками Туркестанского военного округа.
Согласно договору, русские в Кокандском ханстве и кокандцы в русских владениях приобретали право свободного пребывания и проезда, устройства караван-сараев, содержания торговых агентств (караван-баши). Пошлины были установлены в размере не более 2,5 % от стоимости товара. Коммерческое соглашение с Россией 1868 года фактически сделало Коканд зависимым от неё государством.
Недовольство населения внутренней политикой Худаяра привело к восстанию. В 1875 году во главе недовольных встал кипчак Абдурахман-Автобачи (сын казнённого Худояром Мусульман-куля). К нему примкнули духовенство и противники русских. В июле того же года Худояр бежал, и ханом был провозглашён его старший сын Насреддин. Одновременно с этим была объявлена священная война.
В начале августа кокандцы вторглись в русские пределы и осадили Ходжент. Абдурахман-Автобачи собрал в крепости Махрам до 10 000 человек. Но 22 августа 1875 года генерал Кауфман с отрядом из 16 рот, 8 сотен и 20 орудий взял эту крепость. 29 августа он без выстрела занял Коканд, а 8 сентября — Маргелан. 22 сентября Насреддин был вынужден признать себя подданным русского царя, обязался уплачивать ежегодную дань (500 000 рублей) и уступил все земли к северу от Нарына (из них был образован Наманганский отдел).
Но едва русские войска покинули ханство, восстание вспыхнуло с новой силой. Абдурахман-Автобачи, спасшийся бегством в Узгент, низложил Насреддина, бежавшего в Ходжент, и провозгласил ханом самозванца Пулат-бека.
Смуты отразились и в Наманганском отделе. Его начальник, знаменитый впоследствии генерал М. Д. Скобелев, действуя жёстко и решительно, подавил восстание, поднятое в Тюря-Кургане Батырь-Тюрей. Затем Скобелев с отрядом в 2 800 человек 10 января 1876 года занял Андижан. 18 января Скобелев двинулся к Ассаке и на голову разбил Абдурахмана, который сдался 28 января. Вскоре в Маргелане был повешен захваченный Пулат-бек. Насреддин вернулся в Коканд, но из-за трудного положения задумал привлечь на свою сторону враждебную России партию и духовенство. 8 февраля Скобелев занял Коканд, а 19 февраля состоялось Высочайшее повеление о присоединении всей территории ханства и образовании из неё Ферганской области.
В 1876 году 1-й губернатор Ферганской области Скобелев в 12 км от Маргелана основал город, получивший название Новый Маргелан. Именно этот город стал административным центром нового региона Российской империи.
Андижанский мятеж (в историю Российской империи вошло как Андижанское восстание) местных жителей против российских властей произошёл 17 мая 1898 года вблизи города Андижана. Организатором восстания был Мухаммед-Али (или Дукчи-ишан), житель села Мин-Тюбе Маргиланского уезда, планировавший захват городов Маргилан, Ош и Андижан, а также восстановление Кокандского ханства с провозглашением ханом своего 14-летнего племянника и с последующим изгнанием русских из Туркестана.

### В составе Узбекской ССР
Ферганский округ — административно-территориальная единица Узбекской ССР, существовавшая в 1926—1930 годах. Он был образован в 1926 году, а его центром был назначен город Коканд.
По данным на 1929 год, округ был разделён на 9 районов:
1. Алтыарыкский район (центр — село Алтыарык),
2. Багдатский (центр — кишлак Багдат),
3. Бешарыкский район (центр — кишлак Бешарык),
4. Кокандский район (центр — город Коканд),
5. Кувинский район (центр — город Кува),
6. Кудашский район (центр — кишлак Кудаш),
7. Маргеланский район (центр — город Маргелан),
8. Риштанский район (центр — посёлок городского типа Риштан),
9. Ферганский район (центр — город Фергана).

Население округа в 1926 году составляло 674 100 человек. Из них узбеки — 80,5 %, таджики — 9,4 %, русские — 3,9 %, киргизы — 1,9 %.
Как и большинство округов СССР, 30 июля 1930 года Ферганский округ был упразднён. Его районы отошли в прямое подчинение Узбекской ССР.
15 января 1938 года была образована Ферганская область (с 15.01.1938 по 06.03.1941 год) с центром в городе Фергана. В состав области первоначально входило 30 районов (Аимский, Алтын-Арыкский, Багдадский, Балыкчинский, Ворошиловский, Джалял-Кудукский, Избаскентский, Кагановичский, Касансайский, Кировский, Кокандский, Куйбышевский, Ленинский, Маргеланский, Мархаматский, Молотовский, Наманганский, Нарынский, Папский, Пахтаабадский, Сталинский, Ташлакский, Тюря-Курганский, Уйчинский, Уч-Курганский, Ферганский, Ходжаабадский, Чустский, Янги-Курганский) и  города областного подчинения (Фергана, Коканд, Маргелан, Наманган и Чуст).
В 1939 году были образованы Алтын-Кульский, Кувинский и Фрунзенский районы.
В тех границах Ферганская область просуществовала около двух лет, однако Указом Президиума Верховного Совета СССР от 6 марта 1941 года  были образованы Андижанская, и Наманганская области. Данным указом границы Ферганской области уменьшились в 3 раза.
От Ферганской области были отделены районы нынешней Наманганской области: Касансайский, Туракурганский, Янгикурганский, Уйчинский, Папский, Наманганский, Нарынский, Учкурганский, Чусткий с городами Наманган и Чуст.                                                                                                                                             Андижанская область была  восстановлена в пределах границы Андижанского округа: Ленинский, Сталинский (Московский), Ильичевский, Ворошиловский, Андижанский,  Комсомолаабадский, Балыкчинский,  Джалакудукский,  Избасканский,  Мархаматский,  Пахтаабадский,  Ходжаабадский, Курган-Тепинский, Алтынкульский) и города Андижан, Ленинск, Ильичевск, Советабад,  Московский и посёлок городского типа Русское село.
В 1943 году Маргеланский район был переименован в Ахунбабаевский. В 1942 году был образован Сохский район, в 1943 — Бувайдинский, Вуадильский, Горский и Кувасайский, в 1952 — Язъяванский.
В 1957 году Кагановичский район был переименован в Узбекистанский, а Молотовский — в Ленинградский.
В 1959 году были упразднены Бувайдинский, Вуадильский, Горский, Кокандский, Кувасайский, Сохский, Ташлакский и Язъяванский районы. В том же году Ахунбабаевский район был переименован в Маргеланский, но при этом образован новый район с названием Ахунбабаевский.
25 января 1960 года из упразднённой Наманганской области в Ферганскую были переданы Касансайский, Папский, Туракурганский и Чустский районы, но уже 31 марта 1962 года все они (кроме Папского) были переданы в Андижанскую область.
В декабре 1962 года были упразднены Багдадский, Куйбышевский, Маргеланский, Узбекистанский, Ферганский и Фрунзенский районы.
В 1963 году был образован Узбекистанский район, в 1964 — Багдадский и Ферганский, в 1967 — Риштанский
18 декабря 1967 года Папский район был передан в восстановленную Наманганскую область.
В 1970 году был образован Фрунзенский район, в 1973 — Бувайдинский и Ташлакский, в 1980 — Язъяванский. В 1979 году статус города областного подчинения получила Кува, а в 1986 — Кувасай.

## География
Расположена в южной части Ферганской долины. Площадь — около 6800 км².
В Ферганской области есть месторождения полезных ископаемых: меди на левом берегу Сырдарьи, нефти (Чимион), серы (Шорсу). У посёлка Алтыарык находятся минеральные источники.
К югу от города, в долине Шахимардансая, на северном склоне Алайского хребта находится горноклиматический курорт «Хамзаабад».
Климат — мягкий, воздух — чистый, целебный, особенно у берегов реки. Живописны и окрестности Хамзаабада. Вверх по долине Коксу находится Голубое озеро, привлекающее туристов.

### Климат
Климат Ферганской области континентальный. Зимы, как правило, мягкие, редко суровые: средняя температура января в Фергане - 3,2°, абсолютный минимум - 25°, снег лежит недолго. Лето жаркое: средняя температура июля +28°, максимальная +42°.
Климат способствует тому, что в горловине Ферганской долины часто возникают сильные ветра, дующие со скоростью 30 - 35 м/с. В среднем в регионе 42 ветровых дня в году. В июле нередко дует гармсиль. Бывают сильные пыльные бури.
В регионе выпадает мало осадков. Среднегодовой уровень осадков составляет 206 мм. Особенно засушливы западная и центральная части, в восточной части выпадает больше осадков - до 170 мм в год, в предгорьях их количество доходит до 270 мм, максимум - 447 мм.
Вегетационный период длится 210—220 дней в году, сумма полезных температур за вегетационный период — 4 300—4 700 °C. Климат области мягче климата соседних Сырдарьинского и Ташкентского оазисов, открытых северным ветрам. Благодаря горным хребтам вокруг долины погода в регионе в целом устойчивая. Всё это создает благоприятные условия для выращивания хлопчатника и других теплолюбивых культур при условии орошаемого земледелия.

### Рельеф
Рельеф Ферганской области — это равнина, которая повышается с запада на восток с 360 до 500 м, с севера на юг от линии Коканд — Маргилан по направлению к Алайскому хребту до 576 м в районе города Ферганы и 700—1200 м в полосе предгорий.
На севере области находятся Каракалпакская и Язъяванская степи. Они покрыты песками, чередующимися с солончаками. К югу от железной дороги Ташкент — Андижан встречаются барханы. На юге Каракалпакскую степь ограничивает полоса обширных конусов выноса рек Исфайрамсай, Сох, Исфара, текущих с Алайского хребта. Конусы состоят из супесчаных, суглинистых и глинистых отложений.
Равнинную часть области на юге ограничивает полоса адыров высотой 1 000—1 200 м, расчленённых глубокими долинами рек. За полосой адыров идут изрезанные оврагами и ущельями предгорья Алайского хребта, между ними расположены продольные долины.
Ферганская область богата природными ресурсами: на левом берегу Сырдарьи и на территории Кировского района есть месторождения меди, нефти (Чимион), серы (Шорсу). Здесь имеются крупные месторождения кварца, залежи золота, серебра, платины, алмазов, алюминия, железа, вольфрама, урана, молибдена, гранита, угля, мрамора, разведаны большие запасы газа. В районе Алтыарыка находятся минеральные источники.

### Почвы
Преобладающие почвы Ферганской области — серозёмные и лугово-болотные. Адыры заняты преимущественно светлыми и типичными серозёмами. На террасах Сырдарьи распространены аллювиально-луговые почвы, в которых содержится большое количество минеральных питательных веществ, при орошении они становятся очень плодородными. В области встречаются солончаки.

### Водные ресурсы
Ферганская область обладает значительными водными ресурсами. Здесь протекают Сырдарья и не доходящие до нее более мелкие реки, которые стекают с Алайского хребта — Исфара, Сох, Шахимардансай и Исфайрамсай. Реки многоводны и удобны для орошения полей. Максимальный расход воды приходится на лето.
Все эти реки, кроме Соха, имеют ледниково-снеговое питание с двумя максимумами расходов. Сох — река преимущественно ледникового питания. Наиболее полноводными эти реки становятся во время таяния ледников — в июле и августе. Большой сток воды бывает с марта по сентябрь — 59 % в год.
Помимо рек, через область проходят такие каналы как Большой Ферганский, Южный Ферганский, Большой Андижанский, которые питает Нарын, и ряд других.
Хотя основная масса воды приходится на Сырдарью, расход её влаги с марта по сентябрь составляет 47 % годового стока. Русло Сырдарьи находится значительно ниже уровня Ферганской области, поэтому для полива полей в советское время на берегах реки были построены Фрунзенская и Абдусаматская насосные станции.

### Растительность
Флора региона очень богата и разнообразна. На севере области широко представлены солончаковые луга. В районе Сырдарьи - сазы, или низинные луга, и ажрековые луга, на солончаках Центральной Ферганы — преимущественно различные солянки.
На значительной части земли высажены культурные растения в основном хлопчатник. В оазисах чаще всего встречаются пирамидальный тополь, тут, карагач, джида, ива, грецкий орех, абрикос, яблоня, груша, персик, гранат, инжир, айва, вишня, виноград, слива, миндаль, встречаются белая акация, тюльпанное дерево, маклюра, айлант и другие, а в Фергане и её окрестностях — чинары.
В долинах рек есть лиственные и арчовые леса, защищающие горные склоны от эрозии и имеющие хозяйственное значение.

### Животный мир
Из млекопитающих в тугаях Сырдарьи встречаются кабаны. В полосе адыров и предгорьях Алайского хребта — волки, лисицы, барсуки, дикобразы. В оазисах — ушастые ежи и летучие мыши.
Из птиц можно встретить воробьёв, розовых скворцов, голубей, особенно горлиц, щурков, ласточек, перепелов, удодов, кукушек, ворон, соловьёв и других. В предгорьях на каменистых осыпях встречаются каменная куропатка (кеклик) и жаворонки. Из хищных — орлы и грифы. На берегах водоёмов много видов уток, куликов и других водоплавающих птиц.
Из пресмыкающихся — черепахи, ящерицы и змеи. Из паукообразных — фаланги, скорпионы и тарантулы. Из рыб — маринки, усачи, сомы и мелкие сазаны.

## Население
Население Ферганской области в 2022 году 3 896 393 человека, из них более 3,5 млн узбеки.
На официальном сайте Комитета по межнациональным отношениям и дружественным связям с зарубежными странами при Кабинете министров Республики Узбекистан опубликованы следующие сведения о численности национальных меньшинств в Ферганской области на 1 января 2017 года:
- евреи — 1 896 чел.
- киргизы — 70 866 чел.
- корейцы — 5 864 чел.
- немцы — 134 чел.
- русские — 42 783 чел.
- таджики — 208 811 чел.
- татары — 2 553 чел.

## Административно-территориальное деление

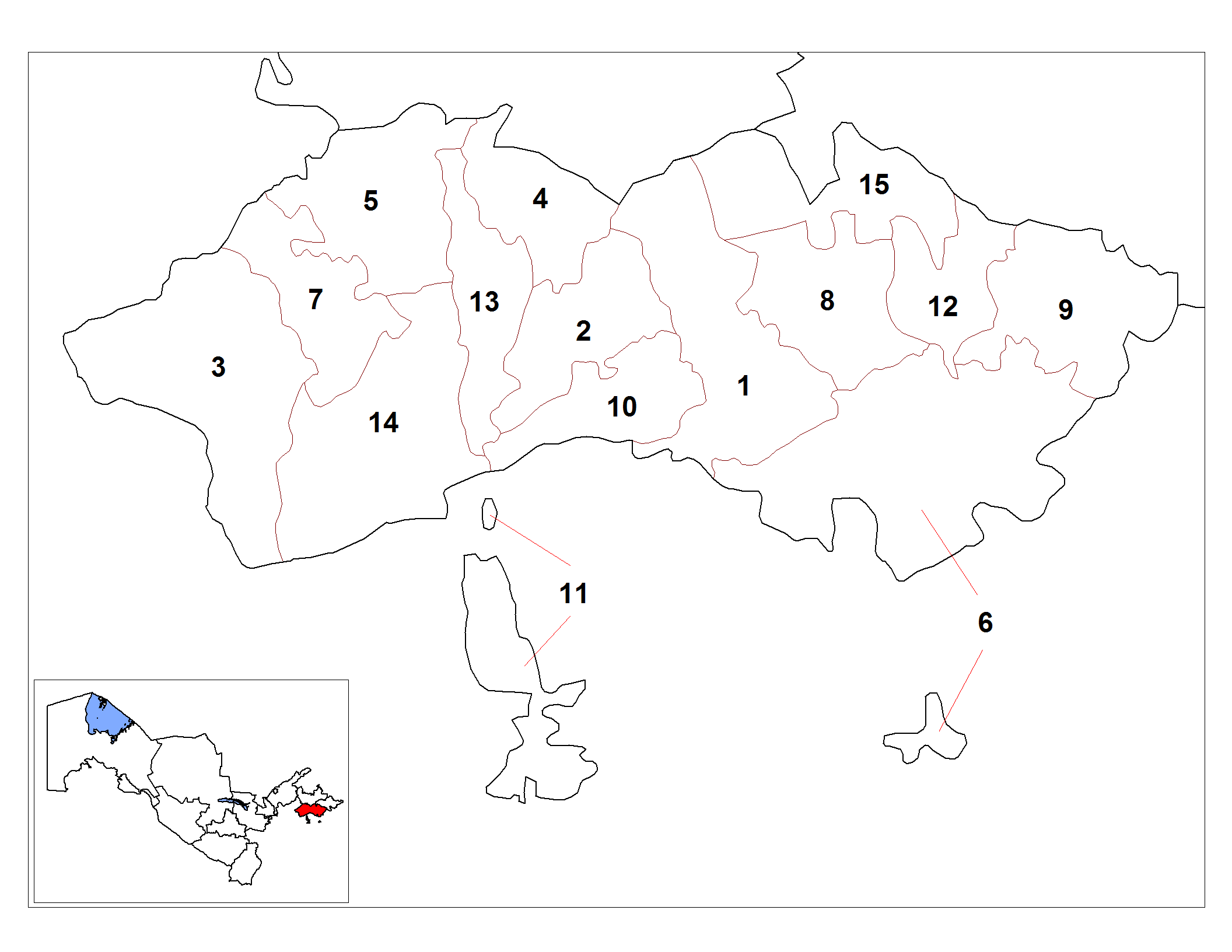
Административно-территориальное деление Ферганской области.

Область состоит из 15 районов (туманов) (население на 1 апреля 2016 года):
1. Алтыарыкский район — 191 700 человек (центр — Алтыарык),
2. Багдадский район — 190 100 человек (центр — Багдад),
3. Бешарыкский район — 204 600 человек (центр — Бешарык),
4. Бувайдинский район — 202 600 человек (центр — Ибрат),
5. Дангаринский район — 155 200 человек (центр — Дангара),
6. Ферганский район — 193 500 человек (центр — Вуадиль),
7. Фуркатский район — 105 400 человек (центр — Навбахор),
8. Куштепинский район — 169 800 человек (центр — Лангар),
9. Кувинский район — 231 700 человек (центр — Кува),
10. Риштанский район — 180 600 человек (центр — Риштан),
11. Сохский район — 68 800 человек (центр — Раван),
12. Ташлакский район — 179 700 человек (центр — Ташлак),
13. Учкуприкский район — 203 000 человек (центр — Учкуприк),
14. Узбекистанский район — 212 900 человек (центр — Яйпан),
15. Язъяванский район — 98 300 человек (центр — Язъяван).

4 города областного подчинения (население на 1 апреля 2016 года):
1. Фергана — 264 900 человек,
2. Коканд — 233 400 человек,
3. Маргилан — 215 400 человек,
4. Кувасай — 84 500 человек.

5 городов районного подчинения:
1. Бешарык (Бешарыкский район),
2. Кува (Кувинский район),
3. Риштан (Риштанский район),
4. Тинчлик (Алтыарыкский район),
5. Яйпан (Узбекистанский район).

Города Ферганской области Кува и Риштан столь же древние, как города восточной части Средней Азии Истаравшан, Худжанд, Пенджикент, появившиеся с рубежа II—I тысячелетия до VI—V века до н. э., а возраст Маргилана и Коканда сопоставим с Касансаем, Ошем, Узгеном, Ахсикентом и другими, появившимися в III—II веках до н. э..

## Транспорт
Имеется кольцевая железная дорога, соединяющая Коканд, Маргилан и Куву с областными центрами Андижаном, Наманганом и столицей — городом Ташкент. Общая протяжённость железных дорог превышает 200 км.
Длина автомобильных дорог — более 3 000 км. В Фергане и Коканде есть аэропорты республиканского значения (в Коканде аэропорт не работает более 15 лет).

## Хокимы
1. Фазылов, Гуламджон (21 февраля — 18 июля 1992)
2. Исломов, Мирзажон Юлдошевич (18 июля 1992 — 14 февраля 1997)
3. Муминов, Нуъмон (14 февраля 1997 — 15 января 2000)
4. Отабоев, Алишер Абдужалилович (15 января 2000 — 15 октября 2004)[10],
5. Нурматов, Шермат Нурматович (15 октября 2004 — 19 октября 2006)[11],
6. Абдуллаев, Абдухашим Абдуллаевич (19 октября 2006 — 6  марта 2008)[12],
7. Гафуров, Маматисак Бойматович (6 марта 2008 - август 2009)[13],
8. Нематов, Хамиджон Халикович (август 2009 — 5 ноября 2011)[14],
9. Ганиев, Шухрат Мадаминович (7 ноября 2011 — 14 декабря 2012 в качестве и. о., 14 декабря 2012 — 25 сентября 2020)[15],
10. Бозоров, Хайрулло Хайитбаевич ( 25 сентября 2020 - 05 февраля 2021 в качестве и. о.[16], 05 февраля 2021[17] - 11.Махмудов Дилшод